# Dubočke
Dubočke (cyr. Дубочке) – wieś w Czarnogórze, w gminie Nikšić. W 2011 roku liczyła 198 mieszkańców.